# Hokksund (stacja kolejowa)
Hokksund – stacja kolejowa w Hokksund, w regionie Buskerud w Norwegii, jest oddalony od Oslo Sentralstasjon o 60,22 km i jest położona 8 m n.p.m. Stacja jest obsadzona personelem w godzinach dziennych z inicjatywy miejscowego urzędu gminnego.

## Ruch dalekobieżny
Jest stacją węzłową dla linii Sørlandsbanen i Bergensbanen i punktem przesiadkowym. Stacja przyjmuje 5 par połączeń dziennie z Bergen oraz sześć par połączeń dziennie do Kristiansand, Arendal i Stavanger.

## Ruch lokalny
Jest elementem  kolei aglomeracyjnej w Oslo. Przez stację przebiegają pociągi linii 450.  Stacja obsługuje Oslo Sentralstasjon, Drammen, Asker, Lillestrøm i Skøyen.
| Numer | Stacja początkowa | stacja końcowa |
| ----- | ----------------- | -------------- |
| 450   | Kongsberg         | Eidsvoll       |

Pociągi linii 450 odjeżdżają w obu kierunkach co godzinę; od Asker jadą trasą Askerbanen a między Oslo a Lillestrøm jadą trasą Gardermobanen. 

## Obsługa pasażerów
Wiata, poczekalnia, automat biletowy, parking, parking rowerowy, kawiarnia, ułatwienia dla niepełnosprawnych, schowki bagażowe, kiosk, przystanek autobusowy, postój taksówek. Odprawa podróżnych odbywa się w pociągu.